# تشارلز إدوارد بوثويل
تشارلز إدوارد بوثويل هو سياسي كندي، ولد في 26 مايو 1882 في أوين ساوند في كندا، وتوفي في 28 أغسطس 1967 في سويفت كورنت في كندا. نشط حزبياً في الحزب الليبرالي الكندي. وقد انتخب عضو مجلس العموم الكندي.